# Rußbach am Paß Gschütt
Rußbach am Paß Gschütt es una comuna del distrito de Hallein, en el estado de Salzburgo, Austria, con una población estimada, a principios del año 2020, de 776 habitantes. 
Se encuentra ubicada en el centro-norte del estado, cerca de la frontera con el estado de Alta Austria y Alemania.